# Mateus (Vila Real)
Mateus é uma povoação portuguesa sede da Freguesia de Mateus do Município de Vila Real, freguesia com 4,14 km² de área e 3539 habitantes (censo de 2021), tendo, por isso, uma densidade populacional de 854,8 hab./km².
Além da sede, a Freguesia de Mateus inclui no seu território os seguintes lugares: Abambres, Bairro do Marrão, Boque (lugar partilhado com a freguesia urbana de Vila Real) e Raia.

## História
A mais antiga referência escrita que se conhece surge no foral que D. Sancho II concedeu a Roalde (São Martinho de Anta), em 1208.
A história de Mateus está intimamente ligada a Arroios, sendo freguesias meeiras, isto é, partilhando entre si alguns lugares (os fiéis iam à missa uma semana a São Martinho de Mateus e na seguinte a São João de Arroios).
Tal como todas as demais terras pertencentes aos Marqueses de Vila Real, Mateus passou em 1641 para a posse da Coroa, quando o Marquês e o seu herdeiro foram executados sob acusação de conjura contra D. João IV. Em 1654, passou a integrar o património da recém-criada Sereníssima Casa do Infantado, situação que se manteve até à extinção desta, aquando das reformas do Liberalismo.
Pertenceram à freguesia de Mateus alguns lugares da margem esquerda do Corgo integrados na (entretanto extinta) freguesia de São Pedro desde 1960: Bairro dos Prazeres, Além-Rio…

### Casa de Mateus
Esta freguesia tornou-se notável, sobretudo a partir do 1.º quartel do século XVII, quando, em 1620, o Dr. António Alvares Coelho aí instituiu uma grande pastelaria.
D. José Maria de Sousa Botelho Mourão e Vasconcelos, fidalgo da Casa Real, foi o mais célebre morgado de Mateus, senhor deste morgadio de Mateus e dos da Cumieira e Sabrosa, entre outros vínculos em Trás-os-Montes. Editou em Paris Os Lusíadas , na oficina de Didot, no formato de quarto Atlântico, com gravuras em aço, no ano de 1817. O morgadio centrava-se no actual Palácio de Mateus, que D. Fernando de Sousa Botelho Mourão e Vasconcelos melhorou substancialmente. Em 1970 foi transformado em fundação (Fundação da Casa de Mateus) por D. Francisco de Sousa Botelho de Albuquerque, Conde de Mangualde, Vila Real e Melo.
Outras casas existem nesta freguesia, além do Palácio de Mateus, com importância no meio social, económico e religioso, entre elas a Casa das Panquecas, a Casa da Paçoca e a Casa de Urros.

## Património
- Palácio de Mateus, Solar de Mateus ou Casa de Mateus
- Casa das Quartas
- Igreja Matriz

## Equipamentos e Instituições
- «Associação de Pais da Monsenhor Jerónimo do Amaral» 🔗
- Agrupamento de Escolas Monsenhor Jerónimo do Amaral
- Centro de Saúde N.º2 de Vila Real
- Unidade de Saúde Familiar
- Centro Paroquial de Mateus (Pavilhão Gimnodesportivo, ATL e Banda de Música de Mateus)
- Campo D. Francisco De Sousa Albuquerque, em Mateus
- Campo Dª Maria de Lurdes Amaral, em Abambres
- Campo Dª Maria da Piedade Amaral, em Abambres

## Actividades Económicas
- Agricultura
- Serralharia
- Comércio
- Construção civil
- Turismo de habitação

## Colectividades
- Escuteiros (Agrupamento 708 - Mateus)
- Banda de Música de Mateus
- ACROLAT'in - ensino e práticas musicais 
  - Orquestra de Jazz do Douro
  - Academia de Música e Artes de Vila Real
  - Douro Marching Band
  - The Splinters
  - Coro Douro Generation
  - Orquestra Júnior ACROLAT'in
  - Orquestra Ligeira ACROLAT'in
- Ensamble de Metais "Mateus Brass"
- Grupo de Bombos da Raia
- Grupo Coral de Mateus
- Grupo de Bombos "Explosão" de Abambres
- Sport Clube de Mateus
- Abambres Sport Clube

## Festas e Romarias
- S. Martinho (11 de novembro)
- S. Sebastião (julho)
- Santo Isidro (agosto)
- Nossa Senhora dos Prazeres (abril)

## Turismo Rural
- «Quinta de S. Martinho»

## Demografia
Em 1801 tinha 497 habitantes, e em 1849 tinha 652.
Nota: a Freguesia de Mateus sofreu perdas territoriais em 1960.
A população registada nos censos foi:
| Distribuição da População por Grupos Etários | Distribuição da População por Grupos Etários | Distribuição da População por Grupos Etários | Distribuição da População por Grupos Etários | Distribuição da População por Grupos Etários |
| -------------------------------------------- | -------------------------------------------- | -------------------------------------------- | -------------------------------------------- | -------------------------------------------- |
| Ano                                          | 0-14 Anos                                    | 15-24 Anos                                   | 25-64 Anos                                   | > 65 Anos                                    |
| 2001                                         | 486                                          | 324                                          | 1461                                         | 274                                          |
| 2011                                         | 624                                          | 351                                          | 2024                                         | 401                                          |
| 2021                                         | 486                                          | 419                                          | 1990                                         | 644                                          |